# Jack Markell
Jack Markell (Newark, Delaware, 26 de noviembre de 1960) es un político estadounidense del Partido Demócrata. Desde enero de 2009 hasta enero de 2017 ocupó el cargo de gobernador de Delaware.